# فهرج (یزد)
برای شهری به این نام در استان کرمان به فهرج رجوع کنید.
فَهرَج، روستایی در دهستان فهرج بخش مرکزی شهرستان یزد در استان یزد ایران است.
این روستا در ۲۲ کیلومتری جنوب شرقی یزد و در مسیر جاده یزد – بافق قرار گرفته است. قدمت این روستای تاریخی به قبل از پیدایش اسلام برمی‌گردد.

## جمعیت
بر پایه سرشماری عمومی نفوس و مسکن در سال ۱۳۹۵، جمعیت این روستا برابر با ۲٬۹۶۳ نفر (۸۶۱ خانوار) بوده است.

## پیشینه نام
گفته می‌شود که اسم اولیه این روستا «فرافر» بوده، که با گذشت زمان طی قرن‌های چهارم و پنجم هجری قمری به «پهره» یا «پهرشت» و بعد از اون به «فهرج» تغییر پیدا کرده است.

## تاریخ و آثار باستانی

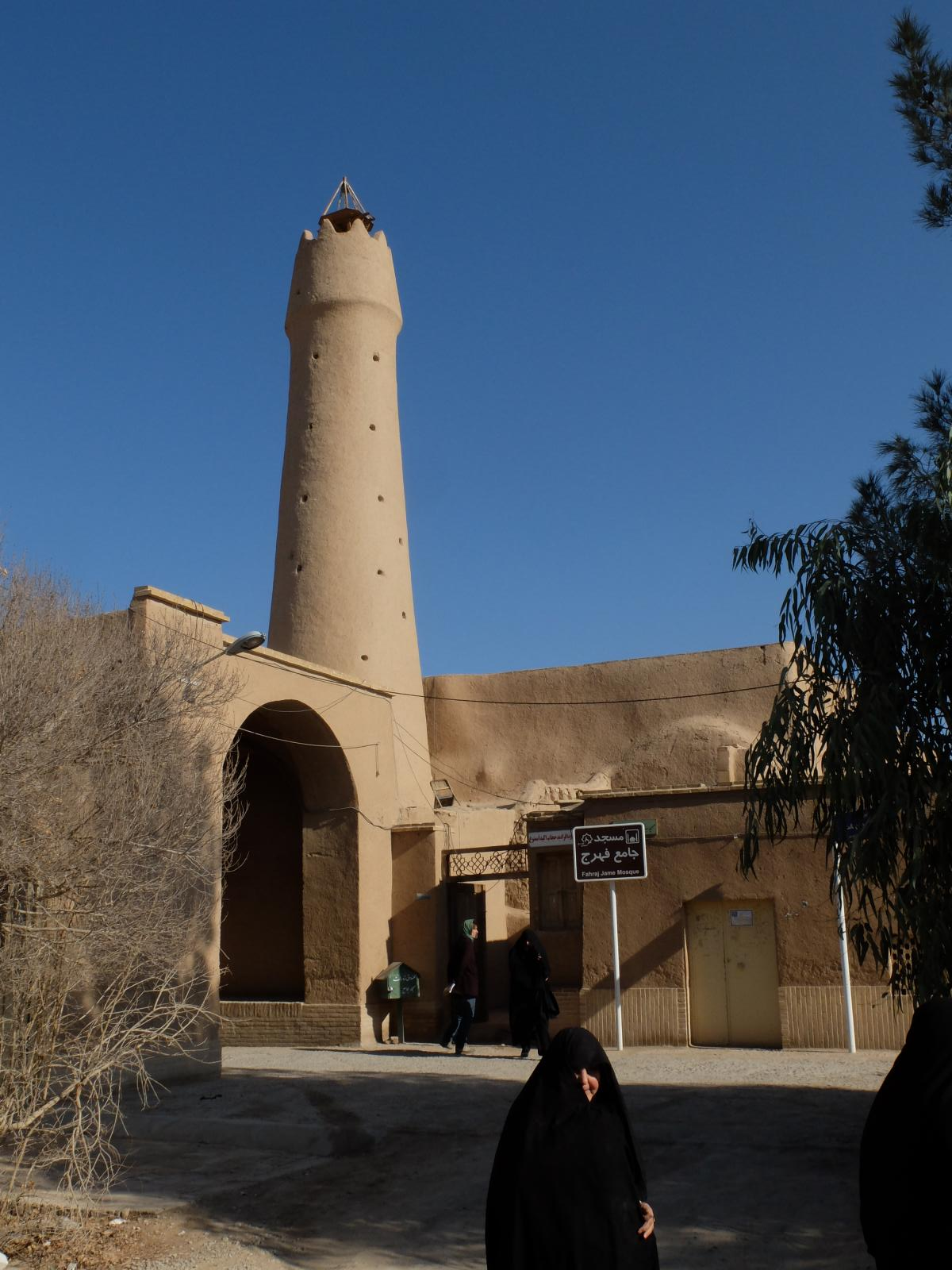
مسجد جامع فهرج یزد، ۱۳۹۳

این روستا در کتب قدیمی به عنوان یکی از سه راس قرآی ثلاثه یزد که «خویدک» و «سریزد» نیز شامل آنهاست، به‌شمار می‌رود. این روستا تا قرن هشتم ه‍.ق به عنوان یکی از شهرهای یزد مطرح بوده است. ابن بلخی در توصیفات خود از این شهر به جایگاه مهم کشاورزی آن می‌پردازد.
از مهم‌ترین جاذبه‌های باستانی آن می‌توان به مسجد جامع فهرج، آب انبار حسینیه، قلعه فهرج، مسجد علاقبندی یا علی قوندی (از این مسجد تنها خرابه‌هایی مثل گچبری‌های زیبا باقی مانده است)، مجموعه تاریخی شهدای فهرج، چاه چهل دختران و بسیاری دیگر اشاره نمود.
در تواریخ یزد ذکر فهرج مکرر آمده است و آنجا را از نقاطی دانسته‌اند که میان اعراب و ایرانیان جنگ واقع شد و شرحش در کتب تاریخ مربوط به یزد درج شده و خلاصه آن از جامع مفیدی چنین است که: «متوطنین فهرج و خویدک و فرافتر مجوس بودند و در زمان عمربن خطاب که لشکر اسلام به فرموده او طلب یزجرد شهریار... به خراسان می‌رفتند در میان ریگ شترانکه در بیابان طبس است بعضی از آن لشکری که اکثر صحابه و تابعین بودند راه گم کردند و بعد از تردد و تعب بسیار در حدود فهرج از ریگ بیرون آمدند و مردم فهرج را به اسلام دعوت کردند آن جماعت مهلت خواستند و نزل و علوفه سرانجام کرده بیرون فرستادند و مردم خویدک و فرافتر را طلبیده به ایشان مشورت نمودند و ایشان در قبول اسلام ابا نمودند و گفتند ما از دین قدیم بر نگردیم و با هم اتفاق نموده شبیخون برلشکر اسلام آوردند و بسیاری از صحابه و تابعین را شهید کردند مثل حویطب بن هانی خواهر زاده علی بن ابیطالب… و به جهت این حرکت شنیع خرابی در قریه فرافتر راه یافته به مرور خراب شد الحال از آن اثری باقی نمانده به جز بعضی دیوارهای قلعه که جهت عبرت برجاست…»

## گردشگری
روستای فهرج با جاذبه‌های تاریخی و فرهنگی، در فهرست آثار ملی ایران نیز به ثبت رسیده است.
فهرج، روستایی تاریخی با قدمتی سه هزار ساله در ۳۰ کیلومتری جنوب شرقی یزد، به عنوان نخستین روستای دسترس‌پذیر گردشگری کشور برای معلولان انتخاب شده است. این روستا با معماری خاص، کوچه‌های خشتی و آثار تاریخی مانندمسجد جامع (از قدیمی‌ترین مساجد جهان اسلام)، قلعه تاریخی و آب انبار، یکی از مقاصد گردشگری در استان یزد به‌شمار می‌آید.

### اقدامات انجام شده برای توسعه گردشگری
- احیای فرهنگ و رسوم روستا
- برپایی بازارچه صنایع دستی
- نصب تابلوهای بین‌المللی گردشگری
- رونق گردشگری کشاورزی
- معرفی آداب و رسوم و غذاهای محلی
- مرمت و بازسازی آثار تاریخی
- دسترس‌پذیری برای معلولان.[۶]